# Rugby 7 na World Games 2013
Turniej rugby 7 na World Games 2013 odbył się w dniach 1–2 sierpnia w kolumbijskim mieście Cali. Była to czwarta edycja zawodów w tej dyscyplinie na World Games, a jednocześnie ostatnia w związku z przyjęciem rugby 7 w poczet sportów olimpijskich począwszy od 2016 roku.
W rozegranym na Estadio Olímpico Pascual Guerrero turnieju wzięło udział osiem reprezentacji. W pierwszym dniu walczyły one będą systemem kołowym podzielone na dwie czterozespołowe grupy o rozstawienie przed odbywającą się w drugim dniu fazą pucharową.
Triumfowała reprezentacja RPA.

## Uczestnicy
- Argentyna
- Brazylia
- Francja
- Hongkong
- Kanada
- Kolumbia
- Południowa Afryka
- Urugwaj

## Faza grupowa

### Grupa A
| 1 sierpnia 201312:30 | Południowa Afryka | 43:0(17:0) | Kolumbia | Estadio Olímpico Pascual Guerrero, Cali |
| 1 sierpnia 201312:30 |                   | 43:0(17:0) |          | Estadio Olímpico Pascual Guerrero, Cali |

| 1 sierpnia 201312:55 | Kanada | 31:12(19:7) | Hongkong | Estadio Olímpico Pascual Guerrero, Cali |
| 1 sierpnia 201312:55 |        | 31:12(19:7) |          | Estadio Olímpico Pascual Guerrero, Cali |

| 1 sierpnia 201315:00 | Południowa Afryka | 31:7(14:7) | Hongkong | Estadio Olímpico Pascual Guerrero, Cali |
| 1 sierpnia 201315:00 |                   | 31:7(14:7) |          | Estadio Olímpico Pascual Guerrero, Cali |

| 1 sierpnia 201315:25 | Kanada | 43:0(26:0) | Kolumbia | Estadio Olímpico Pascual Guerrero, Cali |
| 1 sierpnia 201315:25 |        | 43:0(26:0) |          | Estadio Olímpico Pascual Guerrero, Cali |

| 1 sierpnia 201317:30 | Południowa Afryka | 19:17(12:7) | Kanada | Estadio Olímpico Pascual Guerrero, Cali |
| 1 sierpnia 201317:30 |                   | 19:17(12:7) |        | Estadio Olímpico Pascual Guerrero, Cali |

| 1 sierpnia 201317:52 | Hongkong | 38:0(24:0) | Kolumbia | Estadio Olímpico Pascual Guerrero, Cali |
| 1 sierpnia 201317:52 |          | 38:0(24:0) |          | Estadio Olímpico Pascual Guerrero, Cali |

### Grupa B
| 1 sierpnia 201313:20 | Francja | 12:5(12:0) | Brazylia | Estadio Olímpico Pascual Guerrero, Cali |
| 1 sierpnia 201313:20 |         | 12:5(12:0) |          | Estadio Olímpico Pascual Guerrero, Cali |

| 1 sierpnia 201313:45 | Argentyna | 26:14(12:7) | Urugwaj | Estadio Olímpico Pascual Guerrero, Cali |
| 1 sierpnia 201313:45 |           | 26:14(12:7) |         | Estadio Olímpico Pascual Guerrero, Cali |

| 1 sierpnia 201315:50 | Francja | 28:24(21:5) | Urugwaj | Estadio Olímpico Pascual Guerrero, Cali |
| 1 sierpnia 201315:50 |         | 28:24(21:5) |         | Estadio Olímpico Pascual Guerrero, Cali |

| 1 sierpnia 201316:15 | Argentyna | 31:7(17:0) | Brazylia | Estadio Olímpico Pascual Guerrero, Cali |
| 1 sierpnia 201316:15 |           | 31:7(17:0) |          | Estadio Olímpico Pascual Guerrero, Cali |

| 1 sierpnia 201318:14 | Francja | 14:28(7:14) | Argentyna | Estadio Olímpico Pascual Guerrero, Cali |
| 1 sierpnia 201318:14 |         | 14:28(7:14) |           | Estadio Olímpico Pascual Guerrero, Cali |

| 1 sierpnia 201318:36 | Urugwaj | 12:17(7:17) | Brazylia | Estadio Olímpico Pascual Guerrero, Cali |
| 1 sierpnia 201318:36 |         | 12:17(7:17) |          | Estadio Olímpico Pascual Guerrero, Cali |

## Faza pucharowa
|  |                   |                   |                 |                 |    |                   |                   |                 |                   |                   |                   |       |       |
|  | Ćwierćfinały      | Ćwierćfinały      | Ćwierćfinały    |                 |    | Półfinały         | Półfinały         | Półfinały       |                   |                   | Finał             | Finał | Finał |
|  | Ćwierćfinały      | Ćwierćfinały      | Ćwierćfinały    |                 |    | Półfinały         | Półfinały         | Półfinały       |                   |                   | Finał             | Finał | Finał |
|  | 2 sierpnia 2013   |                   |                 |                 |    |                   |                   |                 |                   |                   |                   |       |       |
|  |                   |                   |                 |                 |    |                   |                   |                 |                   |                   |                   |       |       |
|  | Południowa Afryka | Południowa Afryka | 36              |                 |    |                   |                   |                 |                   |                   |                   |       |       |
|  | Południowa Afryka | Południowa Afryka | 36              | 2 sierpnia 2013 |    |                   |                   |                 |                   |                   |                   |       |       |
|  | Urugwaj           | Urugwaj           | 0               |                 |    |                   |                   |                 |                   |                   |                   |       |       |
|  | Urugwaj           | Urugwaj           | 0               |                 |    | Południowa Afryka | Południowa Afryka | 33              |                   |                   |                   |       |       |
|  | 2 sierpnia 2013   |                   |                 |                 |    | Południowa Afryka | Południowa Afryka | 33              |                   |                   |                   |       |       |
|  |                   |                   | Francja         | Francja         | 12 |                   |                   |                 |                   |                   |                   |       |       |
|  | Hongkong          | Hongkong          | Francja         | Francja         | 12 | 12                |                   |                 |                   |                   |                   |       |       |
|  | Hongkong          | Hongkong          |                 |                 |    | 12                | 2 sierpnia 2013   |                 |                   |                   |                   |       |       |
|  | Francja           | Francja           | 14              |                 |    |                   |                   |                 |                   |                   |                   |       |       |
|  | Francja           | Francja           | 14              |                 |    | Południowa Afryka | Południowa Afryka | 33              |                   |                   |                   |       |       |
|  | 2 sierpnia 2013   |                   |                 |                 |    | Południowa Afryka | Południowa Afryka | 33              |                   |                   |                   |       |       |
|  |                   |                   | Argentyna       | Argentyna       | 24 |                   |                   |                 |                   |                   |                   |       |       |
|  | Argentyna         | Argentyna         | Argentyna       | Argentyna       | 24 | 49                |                   |                 |                   |                   |                   |       |       |
|  | Argentyna         | Argentyna         | 2 sierpnia 2013 |                 |    | 49                |                   |                 |                   |                   |                   |       |       |
|  | Kolumbia          | Kolumbia          | 5               |                 |    |                   |                   |                 |                   |                   |                   |       |       |
|  | Kolumbia          | Kolumbia          | 5               |                 |    | Argentyna         | Argentyna         | 19              | Mecz o 3. miejsce | Mecz o 3. miejsce | Mecz o 3. miejsce |       |       |
|  | 2 sierpnia 2013   |                   |                 |                 |    | Argentyna         | Argentyna         | 19              | Mecz o 3. miejsce | Mecz o 3. miejsce | Mecz o 3. miejsce |       |       |
|  |                   |                   | Kanada          | Kanada          | 7  |                   |                   | 2 sierpnia 2013 | 2 sierpnia 2013   | 2 sierpnia 2013   |                   |       |       |
|  | Brazylia          | Brazylia          | Kanada          | Kanada          | 7  | 7                 |                   | 2 sierpnia 2013 | 2 sierpnia 2013   | 2 sierpnia 2013   |                   |       |       |
|  | Brazylia          | Brazylia          |                 |                 |    |                   |                   | Francja         | Francja           | 21                |                   |       |       |
|  | Kanada            | Kanada            | 26              |                 |    |                   |                   |                 | Francja           | 21                |                   |       |       |
|  | Kanada            | Kanada            | 26              |                 |    |                   |                   | Kanada          | Kanada            | 33                |                   |       |       |
|  |                   |                   |                 |                 |    |                   |                   |                 | Kanada            | 33                |                   |       |       |

| 2 sierpnia 201311:00 | Południowa Afryka | 36:0 | Urugwaj | Estadio Olímpico Pascual Guerrero, Cali |
| 2 sierpnia 201311:00 |                   | 36:0 |         | Estadio Olímpico Pascual Guerrero, Cali |

| 2 sierpnia 201311:25 | Hongkong | 12:14 | Francja | Estadio Olímpico Pascual Guerrero, Cali |
| 2 sierpnia 201311:25 |          | 12:14 |         | Estadio Olímpico Pascual Guerrero, Cali |

| 2 sierpnia 201311:50 | Argentyna | 49:5 | Kolumbia | Estadio Olímpico Pascual Guerrero, Cali |
| 2 sierpnia 201311:50 |           | 49:5 |          | Estadio Olímpico Pascual Guerrero, Cali |

| 2 sierpnia 201312:15 | Brazylia | 7:26 | Kanada | Estadio Olímpico Pascual Guerrero, Cali |
| 2 sierpnia 201312:15 |          | 7:26 |        | Estadio Olímpico Pascual Guerrero, Cali |

| 2 sierpnia 201314:30 | Południowa Afryka | 33:12 | Francja | Estadio Olímpico Pascual Guerrero, Cali |
| 2 sierpnia 201314:30 |                   | 33:12 |         | Estadio Olímpico Pascual Guerrero, Cali |

| 2 sierpnia 201315:00 | Argentyna | 19:7 | Kanada | Estadio Olímpico Pascual Guerrero, Cali |
| 2 sierpnia 201315:00 |           | 19:7 |        | Estadio Olímpico Pascual Guerrero, Cali |

| 2 sierpnia 201318:00 | Południowa Afryka | 33:24 | Argentyna | Estadio Olímpico Pascual Guerrero, Cali |
| 2 sierpnia 201318:00 |                   | 33:24 |           | Estadio Olímpico Pascual Guerrero, Cali |

| 2 sierpnia 201317:30 | Francja | 21:33 | Kanada | Estadio Olímpico Pascual Guerrero, Cali |
| 2 sierpnia 201317:30 |         | 21:33 |        | Estadio Olímpico Pascual Guerrero, Cali |

|  |                 |           |           |                   |   |          |          |       |
|  | Półfinały       | Półfinały | Półfinały |                   |   | Finał    | Finał    | Finał |
|  | Półfinały       | Półfinały | Półfinały |                   |   | Finał    | Finał    | Finał |
|  | 2 sierpnia 2013 |           |           |                   |   |          |          |       |
|  |                 |           |           |                   |   |          |          |       |
|  | Urugwaj         | Urugwaj   | 7         |                   |   |          |          |       |
|  | Urugwaj         | Urugwaj   | 7         | 2 sierpnia 2013   |   |          |          |       |
|  | Hongkong        | Hongkong  | 17        |                   |   |          |          |       |
|  | Hongkong        | Hongkong  | 17        |                   |   | Hongkong | Hongkong | 22    |
|  | 2 sierpnia 2013 |           |           |                   |   | Hongkong | Hongkong | 22    |
|  |                 |           | Brazylia  | Brazylia          | 7 |          |          |       |
|  | Kolumbia        | Kolumbia  | Brazylia  | Brazylia          | 7 | 12       |          |       |
|  | Kolumbia        | Kolumbia  |           |                   |   |          |          |       |
|  | Brazylia        | Brazylia  | 19        |                   |   |          |          |       |
|  | Brazylia        | Brazylia  | 19        | Mecz o 3. miejsce |   |          |          |       |
|  |                 |           |           |                   |   |          |          |       |
|  | 2 sierpnia 2013 |           |           |                   |   |          |          |       |
|  |                 |           |           |                   |   |          |          |       |
|  | Urugwaj         | Urugwaj   | 29        |                   |   |          |          |       |
|  | Urugwaj         | Urugwaj   | 29        |                   |   |          |          |       |
|  | Kolumbia        | Kolumbia  | 7         |                   |   |          |          |       |
|  | Kolumbia        | Kolumbia  | 7         |                   |   |          |          |       |

| 2 sierpnia 201313:30 | Urugwaj | 7:17 | Hongkong | Estadio Olímpico Pascual Guerrero, Cali |
| 2 sierpnia 201313:30 |         | 7:17 |          | Estadio Olímpico Pascual Guerrero, Cali |

| 2 sierpnia 201314:00 | Kolumbia | 12:19 | Brazylia | Estadio Olímpico Pascual Guerrero, Cali |
| 2 sierpnia 201314:00 |          | 12:19 |          | Estadio Olímpico Pascual Guerrero, Cali |

| 2 sierpnia 201316:30 | Hongkong | 22:7 | Brazylia | Estadio Olímpico Pascual Guerrero, Cali |
| 2 sierpnia 201316:30 |          | 22:7 |          | Estadio Olímpico Pascual Guerrero, Cali |

| 2 sierpnia 201316:00 | Urugwaj | 29:7 | Kolumbia | Estadio Olímpico Pascual Guerrero, Cali |
| 2 sierpnia 201316:00 |         | 29:7 |          | Estadio Olímpico Pascual Guerrero, Cali |

## Klasyfikacja końcowa
| Miejsce | Reprezentacja     |
| ------- | ----------------- |
| 1       | Południowa Afryka |
| 2       | Argentyna         |
| 3       | Kanada            |
| 4       | Francja           |
| 5       | Hongkong          |
| 6       | Brazylia          |
| 7       | Urugwaj           |
| 8       | Kolumbia          |

## Medaliści
| Konkurencja      | 1. miejsce | 2. miejsce | 3. miejsce |
| ---------------- | --- | --- | --- |
| Turniej mężczyzn | Południowa AfrykaBernado Botha Kyle Brown Stephanus Dippenaar Cornal Hendricks Steven Hunt Ruwellyn Isbell Reuben Johannes Werner Kok Mark Richards Senatla Seabelo Willem Strydom Jamba Ulengo | ArgentynaTomas Carrio Ramiro Ignacio Chávez Teyssier Agustín Cortez Ramiro Finco Tomas Lanfranconi Augustin Migliore Axel Mueller Martín Nuñez Lasalle Diego Palma Aníbal Pancyera Garrido Joaquín Paz Gastón Revol | KanadaConnor Braid Justin Douglas Lucas Hammond Patrick Kay Adam Kleeberger Clayton Meeres Jorden Sandover-Best Michael Scholz Jack Smith Jacob Webster Jordan Wilson Adam Zaruba |